# Barnten
Barnten è una frazione (Ortschaft) del comune di Nordstemmen, nel land della Bassa Sassonia, in Germania.

## Storia
Già comune autonomo nel circondario di Hildesheim-Marienburg, fu soppresso e incorporato a Nordstemmen il 1º marzo 1974.